# Ana María Matute
Ana  María Matute Ausejo (Barcelona, 26 de julio de 1925-Barcelona, 25 de junio de 2014) fue una novelista española miembro de la Real Academia Española —donde ocupó el asiento «K»— que en 2010 obtuvo el Premio Cervantes. Matute fue una de las voces más personales de la literatura española del siglo xx y es considerada por muchos como una de las mejores novelistas de la novela española de posguerra.

## Biografía
Ana María Matute fue la tercera de 5 hijos (y la segunda niña) de una familia de la pequeña burguesía catalana, conservadora y religiosa. Su padre, Facundo Matute, era un catalán propietario de la fábrica de paraguas Matute S.A., y su madre fue María Ausejo Matute, hija de terratenientes de La Rioja.
Su vida en Barcelona le ayudó a ver la ciudad más industrializada de España y a conocer de cerca los acontecimientos sociales, económicos y políticos. Todo esto, se manifestó en su cuento Muy contento (1968), donde apareció la figura del explotado por la vida industrial y sus órdenes. Durante su niñez, Matute vivió un tiempo considerable en Madrid, pero pocas de sus historias hablan sobre sus experiencias vividas en la capital de España.. Durante su infancia, el matrimonio vivía entre Barcelona y Madrid. Para los tres primeros hijos del matrimonio, en edad escolar, los traslados continuos les repercutieron negativamente causándoles desarraigo. Ana María, además, cuenta que su infancia no fue desgraciada pero tampoco fue nada feliz. 
Cuando Ana María Matute tenía cuatro años cayó gravemente enferma. Por dicha razón, su familia la llevó a vivir al pueblo natal de sus abuelos, Mansilla de la Sierra, una pequeña localidad en las montañas de La Rioja. Matute dijo que la gente de aquel pueblo influyó en su obra. Dicha influencia puede ser vista en la obra antológica Historias de la Artámila (1961), la cual trata de la gente que Matute conoció en Mansilla, así como en Paulina (1960), obra infantil en la que presenta influencias de Heidi (1880), como el amor por la naturaleza y la relación de la niña con su abuelo. En dicha obra, se deduce, además, cierto carácter autobiográfico, pues la niña protagonista sufre una grave enfermedad y por esta razón su tía la lleva a las montañas a vivir con sus abuelos. A pesar de esto, Matute afirmó que no era una novela autobiográfica.
Ana María Matute tenía once años de edad cuando comenzó la guerra civil española de 1936. La violencia, el odio, la muerte, la miseria, la angustia y la extrema pobreza que siguieron a la guerra marcaron hondamente a su persona y a su narrativa. La de Matute es la infancia robada por el trauma de la guerra y las consecuencias psicológicas del conflicto y la posguerra en la mentalidad de una niña. Esto se refleja en sus primeras obras literarias centradas en «los niños asombrados» que veían y muy a pesar suyo, tenían que entender los sinsentidos que los rodeaban. Pueden observarse características neorrealistas en obras como en Los Abel (1948), Fiesta al Noroeste (1953), Pequeño teatro (1954), Los hijos muertos (1958) o Los soldados lloran de noche (1964). En todas estas obras —que se inician con gran lirismo y poco a poco se sumergen en un realismo exacerbado—, la mirada protagonista infantil o adolescente es lo más sobresaliente y marca un distanciamiento afectivo entre realidad y sentimiento o entendimiento.
Mientras vivió en Madrid asistió a un colegio religioso. Escribió su primera novela, Pequeño teatro, a los 17 años de edad, aunque no fue publicada hasta 8 años más tarde (1950). En 1949, presentó Luciérnagas al Premio Nadal, "pero fue eliminada en una de las rondas finales"; sin embargo, la censura impidió la publicación. Sus problemas con el franquismo no se limitaron a este aspecto, ya que en mayo de 1972, se le aplicó una prohibición de salida al extranjero, impidiéndole ir a un congreso de literatura infantil en Niza.
En el 17 de noviembre de 1952, Matute se casó con el escritor Ramón Eugenio de Goicoechea. En 1954, nació su único hijo, Juan Pablo, al que dedicó gran parte de sus obras infantiles. Se separó de su esposo en el año 1963. Como resultado de las leyes españolas, Matute no tenía derecho a ver a su hijo después de la separación, ya que su esposo obtuvo la tutela del niño, y esto le provocó problemas emocionales. Pasaron casi tres años hasta que consiguió la tutela del niño. Años más tarde, Ana María hablaba de cómo se había casado con un vividor, sin mucho talento, que influyó negativamente en su vida como mujer y en su hijo . Su separación, tanto por época como por clase social, tuvo un punto de valentía dado que tuvo que luchar por sus derechos.
Encontró el amor años después, al lado del empresario francés Julio Brocard, con el que compartió la pasión de viajar. Brocard murió en 1990, el 26 de julio, día del cumpleaños de Matute. Ella sufría ya depresión, y la pérdida de su gran amor la sumió más en esta.
En 1976, fue propuesta para el Premio Nobel de Literatura. Después de varios años de gran silencio narrativo, en 1984, obtuvo el Premio Nacional de Literatura Infantil y Juvenil con la obra Sólo un pie descalzo. En 1996, publicó Olvidado rey Gudú y ese mismo año fue elegida académica de la Real Academia Española donde ocupaba el asiento «K», convirtiéndose en la tercera mujer en formar parte de esta institución. Leyó su discurso de ingreso en 1998.
Matute fue también miembro honorario de la Sociedad Hispánica de América y de la American Association of Teachers of Spanish and Portuguese. Existe un premio literario que lleva su nombre y sus libros han sido traducidos a 23 idiomas.
En 2007, recibió el Premio Nacional de las Letras Españolas al conjunto de su labor literaria.
El 12 de marzo de 2009, la escritora depositó en la Caja de las Letras del Instituto Cervantes la primera edición del libro Olvidado rey Gudú.
Asimismo, en noviembre de 2010, se le concedió el Premio Cervantes, el más prestigioso de la lengua castellana, que se le entregó en Alcalá de Henares el 27 de abril de 2011.
En el año 2012, formó parte del jurado del Premio Miguel de Cervantes.
Matute era profesora de la universidad y viajaba a muchas ciudades para dar conferencias, especialmente a los Estados Unidos. En sus discursos hablaba sobre los beneficios de los cambios emocionales, los cambios constantes del ser humano y cómo la inocencia nunca se pierde completamente. Ella decía que aunque su cuerpo fuese viejo, su corazón todavía era joven.
Era fumadora y le encantaba el bosque.
Falleció en Barcelona en la madrugada del 25 de junio de 2014 tras varios días con problemas cardiorrespiratorios.
En 2022, los autores Alba Mora y Jorge Cascante publicaron una biografía de Ana María Matute tras una tarea de investigación sobre su vida en España y la literatura que desarrolló en los años 1950, 1960 y 1970.. Ha sido la escritora más galardonada de nuestro país.

## Estilo literario
Ana María Matute trata muchos aspectos políticos, sociales y morales de España durante el periodo de la posguerra. Su prosa es muy frecuentemente lírica y práctica. En sus novelas, Matute incorpora técnicas literarias asociadas con la novela modernista o surrealista. Con todas estas cualidades y talento literario, Matute es considerada «una escritora esencialmente realista», puesto que como ella misma afirma: «Si somos capaces de imaginar, es porque lo que imaginamos también es real». Muchos de sus libros tratan del periodo de la vida que abarcan desde la niñez y la adolescencia hasta la vida adulta, y en sus personajes infantiles se rastrea la influencia del mítico personaje de Celia creado por Elena Fortún. Su narrativa se caracteriza por la fantasía y el lirismo, presentando temas muy importantes como: la infancia irrecuperable, la incomunicación humana, el cainismo, la injusticia, la violencia, la soledad, el desamparo y la muerte.
Matute utiliza mucho, como fuente primaria, el pesimismo, lo cual da a sus novelas una sensatez más clara que la realidad de la vida. «La enajenación, la hipocresía, la desmoralización y la malicia» son características que comúnmente son fáciles de encontrar en la ficción de sus obras. Una de sus características más comunes es el uso de la trilogía: una obra literaria que está compuesta por tres novelas o cuentos que tienen tanto características en común como diferentes. Muchos críticos consideran que su mejor obra es la trilogía Los Mercaderes, la cual está conformada por Primera memoria, Los soldados lloran de noche y La trampa. Sobre su obra se dice que «aunque los argumentos de cada una de sus novelas son independientes, las une el tema general de la guerra civil y el retrato de una sociedad dominada por el materialismo y el interés propio».

## Censura de su obra en España
Durante la dictadura franquista, su trabajo fue objeto de reparos y advertencias y sufrió correcciones, tachaduras y rechazos completos. "La censura franquista vendrá a entorpecer tanto el proceso de creación como el curso de su recepción, debido a las intervenciones aplicadas en exceso a Matute". La misma autora señala en repetidas ocasiones las cortapisas ejercidas:

La censura tenía oprimidos a los escritores. La censura era totalmente estúpida y arbitraria. [...] Era algo demencial. Teníamos que vivir así los que queríamos escribir, inventando argucias y trucos.
Ana María Matute en Gazarian-Gautier, Marie-Lise (1997). Ana María Matute: la voz del silencio. Madrid. p. 89.

En una entrevista de 1990, Matute vuelve a recordar ese periodo:

La censura fue algo que nos condicionó mucho. Cuando empecé a escribir en los periódicos me prohibieron incluso artículos enteros. Entonces se me fueron abriendo más todavía los ojos. Éramos unos jóvenes con mucho entusiasmo, con mucha ilusión, pero con las manos atadas.
Ana María Matute en Farrington, Pat (2000). «Documenta: Interviews with Ana María Matute and Carme Riera». Journal of Iberian & Latin American Studies 6 (1). p. 76.

Entre las obras sobre las que recayó la censura, se encuentran casos como Los Abel, que en 1948, un censor anónimo respondió al cuestionario de la Dirección General de Propaganda, sobre la que acusó a la obra de atacar a la moral, y condicionó a que, para su publicación, se hubieran de eliminar pasajes y palabras que llegaban a la extensión aproximada de 20 páginas. Pero la obra que más sufrió fue Luciérnagas, que, después de ser rechazada, seis años después surgió como En esta tierra, obra de la cual Matute renegó por su naturaleza limitada por la censura. Otra obra gravemente afectada fue Los hijos muertos que, revisada por el censor José Pablo Muñoz en 1958, se eliminaron todo tipo de palabras malsonantes y expresiones vulgares.
La censura no recayó exclusivamente sobre las novelas. El libro de microrrelatos Los niños tontos fue rechazado para publicación en primera instancia por los reparos de la censora María Isabel Niño Más, quien entendía estos microtextos como "auténticas pesadillas", de "mal ejemplo" para los niños. Posteriormente, un censor eclesiástico, Francisco Aguirre, dictaminó que "aunque tratan de niños no son para niños, creo que se puede permitir su publicación", en diciembre de 1956. 
Los reproches censores a la obra de Matute fueron notables especialmente desde sus comienzos hasta los años sesenta, momento en el que la autora adquirió renombre a nivel internacional.

## Obras

### Novelas
- Los Abel (1948)
- Fiesta al Noroeste (1952)
- Pequeño teatro (1954), Premio Planeta
- En esta tierra (1955). Versión censurada de Luciérnagas, que se publicó íntegra y con su título original solo en 1993.
- Los hijos muertos (1958), Premio Nacional de Narrativa y Premio de la Crítica de narrativa castellana.
- Primera memoria (1960), Premio Nadal 1959, 1ª parte de la trilogía Los mercaderes.
- Los soldados lloran de noche (1964) 2ª parte de la trilogía Los mercaderes
- Algunos muchachos (1968)
- La trampa (1969) 3ª parte de la trilogía Los mercaderes.
- La torre vigía (1971)
- Olvidado rey Gudú (1996)
- Aranmanoth (2000)
- Paraíso inhabitado (2008)
- Demonios familiares (2014)

### Cuentos
- El chico de al lado (1944)
- La pequeña vida (1953)
- Los niños tontos (1956)
- Vida nueva (1956)
- El tiempo (1957)
- A la mitad del camino (1961)
- Historias de la Artámila (1961)
- El arrepentido (1961)
- Tres y un sueño (1961)
- El río (1963)
- El mar (1975)
- La Virgen de Antioquía y otros relatos (1990)
- De ninguna parte (1993)
- El verdadero final de la Bella Durmiente (1995)
- El árbol de oro (1995)
- El rey (1996)
- Casa de juegos prohibidos (1996)
- Los de la tienda; El maestro; Toda la brutalidad del mundo (1998)
- La puerta de la luna. Cuentos completos (2010)
- La música (2014)

### Obras infantiles
- El país de la pizarra (1957)
- Paulina, el mundo y las estrellas (1960)
- El saltamontes verde y El aprendiz (1960)
- El libro de juegos para los niños de otros (1961)
- Caballito loco y Carnavalito (1962)
- El polizón del "Ulises" (1965)
- Paulina (1969)
- El aprendiz (1972)
- Sólo un pie descalzo (1983)
- El saltamontes verde (1986)
- La oveja negra (1994)
- Todos mis cuentos (2000)

## Premios y reconocimientos
- Mención especial en el Premio Nadal (1948) por Los Abel
- Premio Café Gijón (1952) por Fiesta al Noroeste
- Premio Planeta (1954) por Pequeño teatro
- Premio de la Crítica de narrativa castellana (1959) por Los hijos muertos
- Premio Nacional de Narrativa (1959) por Los hijos muertos
- Premio Nadal (1959) por Primera memoria
- Premio Lazarillo de creación literaria infantil (1965) por El polizón del Ulises
- Premio Fastenrath de la Real Academia Española (1968) por Los soldados lloran de noche
- Ministerio de Cultura. Libro de interés juvenil (1976)
- Premio Nacional de Literatura Infantil y Juvenil (1984) por Sólo un pie descalzo
- Premio Ciudad de Barcelona de Literatura en lengua castellana (1995) por El verdadero final de la Bella Durmiente
- Premio Ojo Crítico Especial (1997) por Olvidado Rey Gudú[28]
- Premio Ciudad de Alcalá de las Artes y las Letras (2001)
- Premio Internacional Terenci Moix (2006) por su trayectoria literaria
- Premio Nacional de las Letras Españolas (2007) al conjunto de su obra
- Premio Creu de Sant Jordi (2009)
- Finalista del Premio Príncipe de Asturias de las Letras (2010)
- Premio Miguel de Cervantes (2010)[29][30]
- Premio de la Crítica de la Feria del Libro de Bilbao (2011)[31]
- Premios Ondas Mediterráneas Mención Especial RIET (2012)[32]

| Predecesor: José Emilio Pacheco | Premio Miguel de Cervantes 2010                           | Sucesor: Nicanor Parra Sandoval     |
| Predecesor: Carmen Conde        | Académica de la Real Academia Española Sillón K 1998-2014 | Sucesor: Federico Corriente Córdoba |

Desde enero de 2022 una calle de su ciudad natal, Barcelona, lleva su nombre, entre los distritos de Gràcia y Horta-Guinardó.